# تپه قلات
تپه قلات مربوط به دوران‌های تاریخی پس از اسلام است و در شهرستان تاکستان، روستای قلات واقع شده و این اثر در تاریخ ۲۵ اسفند ۱۳۷۹ با شمارهٔ ثبت ۳۲۱۵ به‌عنوان یکی از آثار ملی ایران به ثبت رسیده است.